# Miguel Gual
Pour les articles homonymes, voir Gual.
Gual  Bauza est un nom espagnol. Le premier nom de famille, en général paternel, est Gual ; le second, en général maternel, souvent omis, est Bauza.
Miguel Gual Bauza (né le 15 décembre 1919 à Sant Joan aux îles Baléares, et mort le 3 décembre 2010 dans sa commune natale,) est un coureur cycliste espagnol.

## Biographie
Professionnel de 1945 à 1956, Miguel Gual compte 44 victoires à son palmarès. Il est le cycliste majorquin le plus titré sur le Tour d'Espagne avec huit victoires d'étape. 
Après sa carrière cycliste, il devient directeur sportif. Il reprend ensuite une exploitation agricole avec l'un de ses frères. 

## Palmarès
- 1945
  - 3e, 10e et 11e étapes du Tour d'Espagne
  - Circuito del Norte :
    - Classement général
    - 1re et 8e étapes

  - 5e, 6e et 12e étapes du Tour de Catalogne
  - 4e du Tour d'Espagne
- 1946
  - Trofeo Masferrer
  - 2ea étape du Tour d'Espagne (contre-la-montre)
  - 2e et 5e étapes du Tour de Catalogne
  - 2e du Trofeo del Sprint
  - 3e du Trofeo Jaumendreu
- 1947
  - Circuit de Getxo
  - GP Pascuas
  - Trofeo Masferrer
  - 4e, 6e et 8e étapes du Tour de Catalogne
  - 2e étape du Tour de Burgos
  - 2e du Trofeo del Sprint
  - 2e du Tour de Catalogne
  - 2e de la Subida a la Cuesta de Santo Domingo
  - 3e du championnat d'Espagne sur route
  - 3e du championnat d'Espagne de la course de côte
- 1948
  - 8e, 16e, 17e et 19e étapes du Tour d'Espagne
  - 2e étape du Tour de Catalogne
  - 3e du championnat d'Espagne de la course de côte
  - 9e du Tour d'Espagne
- 1949
  - Clásica a los Puertos
- 1950
  - Tour des Asturies :
    - Classement général
    - 1re, 2e et 3e étapes
- 1952
  - 3e étape du GP Ayutamiento de Bilbao
- 1954
  - 3e étape du Tour du Levant
- 1955
  - 7e étape du Tour de Catalogne
- 1956
  - 7e étape du Tour des Asturies

## Résultats sur les grands tours

### Tour de France
1 participation
- 1951 : hors délais (18e étape)

### Tour d'Espagne
5 participations
- 1945 : 4e, vainqueur des 5e, 6e et 12e étapes
- 1946 : abandon (17e étape), vainqueur de la 2ea étape (contre-la-montre)
- 1948 : 9e, vainqueur des 8e, 16e, 17e et 19e étapes
- 1955 : 25e
- 1956 : abandon (9e étape)

### Tour d'Italie
1 participation
- 1953 : 57e